# Jerry Meafou
Pas d'image ? Cliquez ici

a Compétitions nationales et continentales officielles uniquement.

b Matchs officiels uniquement.
Dernière mise à jour le 25 août 2018.
Jerry Meafou, né le 22 avril 1982 à Apia (Samoa), est un joueur de rugby à XV et rugby à sept international samoan. Il évolue au poste de centre.

## Carrière

### En club
Il a joué avec le club de Scopa aux Samoa, ainsi qu'avec la province néo-zélandaise de Wanganui en Heartland Championship.

### En équipe nationale
Il a honoré sa première cape internationale en équipe des Samoa le 23 juin 2007 contre l'équipe des Tonga. Meafou dispute la coupe du monde de rugby 2007.

## Statistiques en équipe nationale
- 4 sélections en équipe des Samoa
- 0 point